# Anton Feichtner
Anton Feichtner, né en 1942 à Garching an der Alz, est un acteur de télévision allemand.

## Biographie
Anton Feichtner est apparu comme second rôle, dans plusieurs séries télévisées connues depuis la fin des années 1970, dont Inspecteur Derrick, Inspection de police 1 ou plus récemment Der Bulle von Tölz.
En Bavière, il est surtout connu pour ses rôles dans des décors populaires (notamment dans la série Peter Steiners Theaterstadl).
En 2002, il a joué aux côtés de Bobby Brederlow et Veronica Ferres dans le drame télévisé Bobby.
L'une de ses dernières apparitions remonte à 2005, aux côtés de Uschi Glas et Ruth Drexel, dans la comédie Zwei am großen See - Angriff aufs Paradies..
Chez Peter Steiners Theaterstadl, on le voit encore aujourd’hui comme un acteur invité. La dernière fois qu’il a joué le rôle de Peter Steiner fût en septembre 2007.

## Filmographie partielle

### Séries télévisées
- 1979 : Derrick : L'ange de la mort : un restaurateur
- 1980 : Derrick : Le prix de la mort : un chauffeur de taxi
- 1980 : Derrick : Pricker
- 1981 : Derrick : Le canal
- 1981 : Derrick : Alerte : un patrouilleur radio
- 1982 : Derrick : Un faux frère : un détective
- 1984 : Derrick : Mort pour rien : Un employé de l'usine de distribution d'eau
- 1976 à 2010 : Der Komödienstadel (14 épisodes)
- 1987 à 1996 : Peter Steiners Theaterstadl (7 épisodes)
- 1993 à 1995 : Zum Stanglwirt (24 épisodes)
- 1997 à 2005 : Der Bulle von Tölz (3 épisodes)